# Henry Tufton (11e comte de Thanet)
Pour les articles homonymes, voir Tufton.
Henry James Tufton, 11e comte de Thanet (2 janvier 1775 - 12 juin 1849) est un pair anglais et un joueur de cricket anglais renommé des années 1790.

## Biographie
Henry Tufton appartient à une famille aristocratique qui joue un rôle important dans le cricket et d'autres cercles sportifs. Il est le fils de Sackville Tufton (8e comte de Thanet) (1733–1786) et Mary Sackville (1746–1778), fille de John Philip Sackville et sœur de John Sackville (3e duc de Dorset). Sackville et Dorset sont des mécènes célèbres du cricket de Kent. L'un des frères aînés de Tufton est John Tufton (1773–1799), qui est également un joueur de cricket amateur reconnu. Henry Tufton succède à son frère aîné Charles Tufton, 10e comte de Thanet, comme 11e comte de Thanet en avril 1832. Il est le haut shérif héréditaire de Westmorland de 1832 jusqu'à sa propre mort. Il est député pour Rochester de 1796 à 1802, pour Appleby de 1826 à 1832. Il est Lord Lieutenant du Kent de 1841 à 1846 .

## Carrière de cricket
Tufton est un gardien de guichet-batteur qui aurait été droitier et fait ses débuts dans des matchs importants pour le Surrey et le Sussex lors d'un match contre All-England au Lord's Cricket Ground en juin 1793. Arthur Haygarth dans Scores and Biographies dit de Tufton qu'il "était un batteur et un gardien de guichet à succès au cours de sa courte carrière, qui s'est terminée alors qu'il n'avait que vingt-six ans. Dans le match opposant le Marylebone Club contre  Montpelier le 13 juillet 1796, il en perdit six et en attrapa deux ». En tout, Henry Tufton dispute 77 matchs importants jusqu'en juillet 1801. Son dernier match est pour Marylebone Cricket Club (MCC) contre Homerton Cricket Club au Lord's Cricket Ground d'origine.
Haygarth ajoute que lorsque Tufton «voyageait en France en 1803, il fut saisi sur les ordres de Napoléon (avec le reste des Anglais) comme prisonnier, et à son retour en Angleterre, il ne reprit pas non plus le jeu [de cricket]. Il était à une époque député de Rochester".

## Vie privée
Henry Tufton ne s'est pas marié et est le dernier des comtes de Thanet. Il est enterré dans le caveau familial à Rainham Church dans le Kent.